# Steimbke
Steimbke ist eine Gemeinde im Landkreis Nienburg/Weser in Niedersachsen.

## Geografie
Die Gemeinde liegt etwa zehn Kilometer entfernt von der Kreisstadt Nienburg in einer Moor- und Heidelandschaft, wobei der Blindesee den Mittelpunkt bildet. Durch Steimbke fließt die „Steinbeeke“ (hochdeutsch: „Steinbach“), von deren Namen sich der Legende nach der Ortsname ableiten soll.
Die Dörfer Steimbke, Wendenborstel, Glashof, Eckelshof, Lichtenhorst und Sonnenborstel bilden die Gemeinde Steimbke.
Der Ortsteil Steimbke ist der namensgebende Teil der Samtgemeinde Steimbke.
An die Gemeinde Steimbke grenzen die Gemeinden Heemsen, Rethem/Aller, Stöckse und Rodewald, die Stadt Neustadt am Rübenberge sowie die Kreisstadt Nienburg/Weser.

## Geschichte

Die Erdölpumpe am Ortsausgang – Wahrzeichen von Steimbke

Zahlreiche Urnenfunde belegen, dass das Gebiet um Steimbke bereits um 800–700 v. Chr. eisenzeitlich besiedelt war. Urkundlich wurde im Jahr 1175 in einem Schreiben ein „Steinanebeki im Logne-Gau“ und im Jahr 1221 im Calenberger Urkundenbuch ein „Hildebrandus de Stenbike“ (Hildebrand von Steimbke) erwähnt. Es ist jedoch unklar, ob diese Quellen tatsächlich in Verbindung mit dem heutigen Steimbke stehen. Erstmals eindeutig wurde Steimbke 1310 im Urkundenbuch des Klosters St. Johannes in Walsrode erwähnt, als die Brüder Hermann, Ritter und Heinrich, Edelherren von Hodenberg die Dörfer Steimbke und Glashof an das Kloster zu Walsrode verkaufen.
Zur neueren Entwicklung des Dorfes hat die Gewerkschaft Brigitta durch den Beginn ihrer Erdölförderung 1934 den größten Teil beigetragen. Sie errichtete eine Werkssiedlung mit großzügigen Sportanlagen, ein Waldstadion mit Flutlicht, ein Hallen- sowie ein Freibad.
Inzwischen hat der Rückgang der Erdölförderung dazu geführt, dass die Ölförderpumpen, früher das Wahrzeichen von Steimbke, abgebaut wurden. Steimbke verzeichnet 2466 Einwohner (31. Dezember 2015).

## Eingemeindungen
Am 1. März 1974 wurden die Gemeinden Lichtenhorst, Sonnenborstel und Wendenborstel eingegliedert.

## Religion

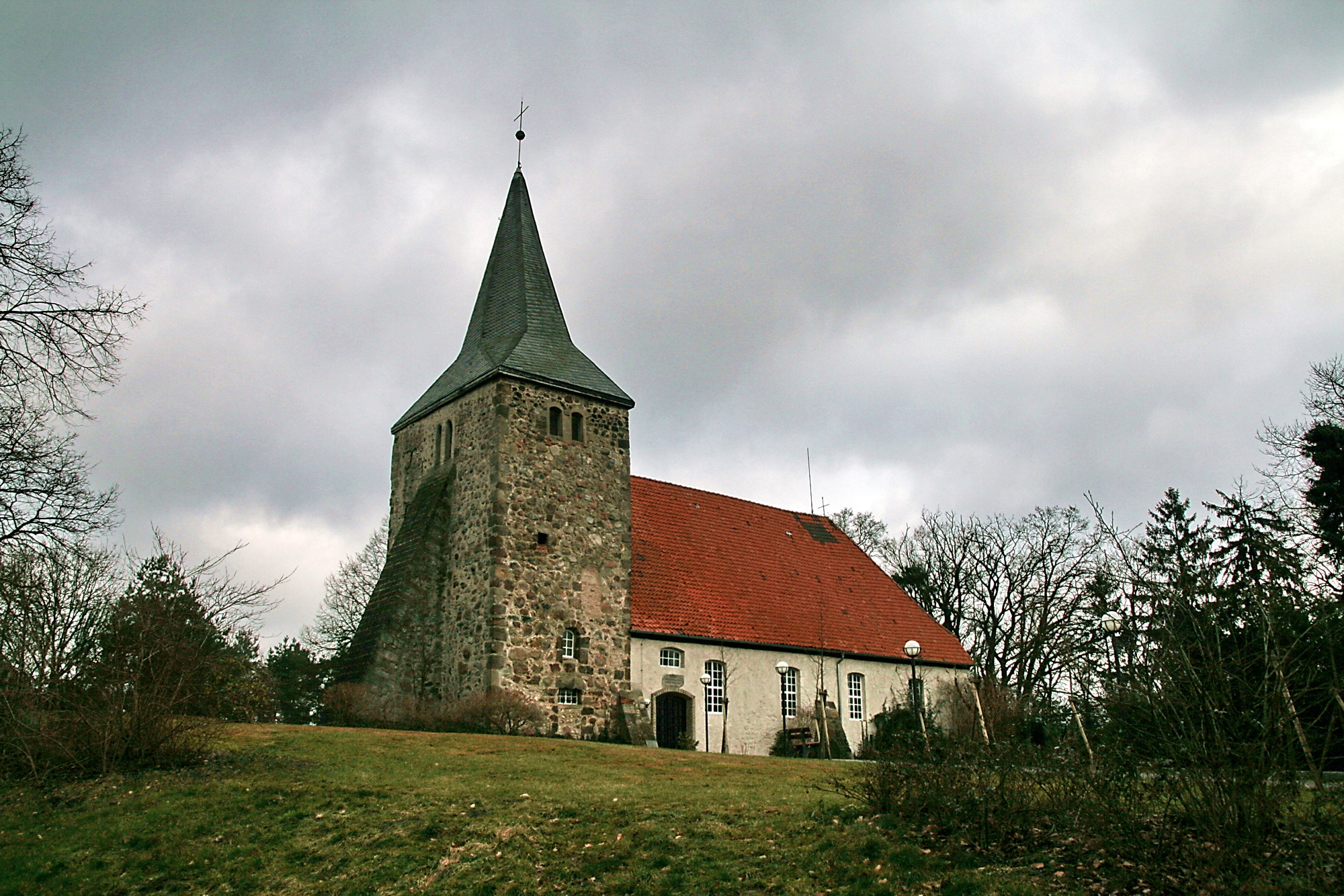
Die Dionysius-Kirche im Ortskern.

Die Steimbker Bevölkerung ist überwiegend protestantischer Konfession. Dementsprechend befindet sich im Ortskern die evangelisch-lutherische Dionysius-Kirche. Dazu gehört auch das „Haus der Begegnung“, wo regelmäßig Treffen und Veranstaltungen stattfinden. Die örtliche Gemeinde der Neuapostolischen Kirche wurde aufgrund des Mitgliederrückgangs im Jahre 2005 geschlossen, ihre Kirche am Sonnenborsteler Kirchweg wurde zu einem Wohngebäude.

## Politik

### Gemeinderat
Der Rat der Gemeinde Steimbke besteht aus 13 Mitgliedern, die festgelegte Anzahl für die Mitgliedsgemeinde einer Samtgemeinde mit einer Einwohnerzahl zwischen 2001 und 3000 Einwohnern. Die Ratsmitglieder werden durch eine Kommunalwahl für jeweils fünf Jahre gewählt. Die aktuelle Amtszeit begann am 1. November 2021 und endet am 31. Oktober 2026.
Die letzte Kommunalwahl am 11. September 2021 ergab das folgende Ergebnis:
| Partei                         | Anteilige Stimmen | Anzahl Sitze |
| ------------------------------ | ----------------- | ------------ |
| WG Steimbke                    | 28,87 %           | 4            |
| CDU                            | 37,72 %           | 5            |
| SPD                            | 16,81 %           | 2            |
| Grüne                          | 7,30 %            | 1            |
| Einzelwahlvorschlag Kleipsties | 9,31 %            | 1            |

Die Wahlbeteiligung bei der Kommunalwahl 2021 lag bei 65,49 %

### Bürgermeister
Der Gemeinderat wählte das Gemeinderatsmitglied Sven Meier (CDU Steimbke) zum ehrenamtlichen Bürgermeister für die aktuelle Wahlperiode.

### Wappen
Blasonierung: „Geteilt von Gold und Rot; oben ein schwarzes Erdölpumpwerk, unten ein silbernes Hufeisen, beiderseits begleitet von einem goldenen Buchenblatt.“

### Gemeindepartnerschaften
Steimbke pflegt eine Partnerschaft mit der Gemeinde Chouzé-sur-Loire in Frankreich. Die Oberschule  Steimbke ist außerdem eine Partnerschule von Werder Bremen.

## Kultur und Sehenswürdigkeiten
Am Nordrand der Steimbker Fuhren befindet sich ein Hügelgrab.
Benannt nach der Gewerkschaft Brigitta hat sich der 1949 gegründete Sportverein Brigitta-Elwerath etabliert. Die Fußballer des SVBE spielen in der Bezirksliga (Bezirk Hannover). Weiterhin gibt es vor Ort seit 1975 ein Hallenbad, heute mit Solarium und Sauna sowie bereits seit 1955 ein Freibad.
Jährlich findet in Steimbke das Schützenfest des Schützenvereins Steimbke statt. In Steimbke gibt es einen Spielmannszug.

## Wirtschaft und Infrastruktur

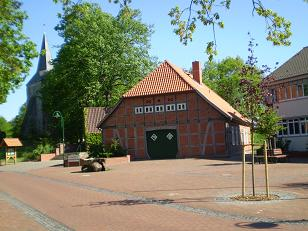
Steimbke – Rathausplatz; im Hintergrund die Kirche

Steimbke – Schule

Steimbke liegt direkt an der Bundesstraße 214, die von Nienburg/Weser nach Celle führt, sowie an den Kreisstraßen 3, 6 und 37. Zusätzlich wird der Ort von Buslinien der Verkehrsgesellschaft Nienburg/Weser (VLN) angefahren.
Im Ortskern findet man das Steimbker Rathaus mit der Samtgemeindeverwaltung. Auch befindet sich hier ein Bürgerbüro, in dem die Angelegenheiten der Bürger bequemer erledigt werden können Steimbke hat außerdem eine Freiwillige Feuerwehr.
Im Steimbker Schulzentrum gibt es eine Grund-, Haupt- und Realschule sowie einen ganztägigen Kindergarten mit Kindertagesstätte.

## Persönlichkeiten
- August Biester (* 1854 in Wenden; † 1926), Lehrer und Heimatschriftsteller
- Helmut Bohnhorst (* 1960), bis 2014 war er in vierter Generation Eigentümer der Bohnhorst Agrarhandel GmbH.